# Villar de Plasencia
Villar de Plasencia est une commune de la province de Cáceres dans la communauté autonome d'Estrémadure en Espagne.